# 금병산 (대전/세종)
금병산(錦屛山)은 대전광역시 유성구와 세종특별자치시 금남면에 걸쳐 있는 해발 372m의 산이다.
금병산 아래 수운교 본산에서 세운 금병산 유래비에 의하면,
신라시대에는 금평산, 고려시대에는 만인산이라 불리다가 이태조(이성계)가 조선 창업의 뜻을 품고 팔도 명산 기도 중 '비단 병풍을 갖추고 치성하라.'는 현몽에 이곳이 바로 비단 병풍 같은지라 금병산(錦屛山)이라 이름하고 산천기도를 드렸다고 한다.
금병산은 유성구 추목동에서 연기군 금남면(현 세종특별자치시 금남면)에 걸쳐 열두봉우리를 이루고 있는데, 동쪽으로부터 옥련봉, 일광봉, 공덕봉, 도덕봉, 옥당봉, 연화봉, 운수봉, 출세봉, 감찰봉, 현덕봉, 대볍동, 창덕봉이다.
금병산 아래 숯골은 수운교 본산이 있다.